# المبنى الرئيسي لجامعة وارسو (روستوف-نا-دونو)
المبنى الرئيسي للجامعة وارسو هو مبنى موجود في روستوف-نا-دونو. بني بين 1912-1914 من قبل مشروع المهندس المعماري شركيسيان ويقع في زاوية شارع بالشايا سادوفايا وأوستروفسكي. حاليا، هو إحدي مباني جامعة الجنوبية الاتحادية.e. تم بناء المبنى على طراز الفن الجديد ويتمتع بمركز التراث الثقافي ذو الأهمية الإقليمية.

## تاريخ
في بداية القرن العشرين في المكان الحالي للمبنى الجامعي، كانت هناك مصنع. في عام 1912 ، قرر مجلس المدينة بناء مكان تجاري مربحة في مكان المصنع. فنظمت مسابقة، والتي اتخذ فيها المركز الأول من قبل مشروع الطالب من معهد المهندسين المدنيين إسمه شيركيسيان. المرتبة الثانية أخذها مهندس من كييف والمرتبة الثالثة تولى العمل عليها مهندس معماري من روستوف. مشروع شيركيسيان تم الموافقة عليه لكن ببعض التعديلات. في العام نفسه، بدؤ بنائه، وفي عام 1914 ، تم افتتاح المبنى.
في عام 1915، أصبح المبنى الرئيسي للجامعة. في عام 1917 ، تم تسمية الجامعة بجامعة دون.